# ポケットモンスター チャモチャモ☆ぷりてぃ♪
『ポケットモンスター チャモチャモ☆ぷりてぃ♪』（ポケットモンスター チャモチャモぷりてぃ）は、『ポケットモンスター（ポケモン）』からのスピンオフ作品（漫画）。小学館の漫画雑誌『ちゃお』に連載された。月梨野ゆみ作画。略称はチャモ☆ぷり♪。

## 概要
『ちゃお』にて『ポケットモンスター PiPiPi★アドベンチャー』の連載終了翌月にあたる2003年3月号から連載が開始された。ページ数は『PiPiPi★アドベンチャー』の半分の8ページに削減されている。また、『PiPiPi★アドベンチャー』のキャラクターの一部がレギュラーやゲストとして本作品にも登場している。
2006年9月号をもって連載を終了し、その後は『ちゃお』から「ポケモン」の漫画が長らく姿を消しており、その次の号から情報ページが掲載されていたが、約17年後の2023年6月号から同年8月号までおりとかほりが漫画を担当するテレビアニメ第8シリーズのコミカライズに当たる『ポケットモンスター ～リコの宝物～』が連載され（連載開始前の同年5月号は予告漫画（プロローグ）として掲載）、同年8月25日にコミックスが発売された。その後、同年翌9月号から喜瀬りっかが漫画を担当するテレビアニメ第8シリーズのスピンオフギャグ漫画『ポケットモンスター ～よりみちぼるてっかーず!!～』が連載されている。

## ストーリー
田舎町に住むアチャモとハルカは、都会から引っ越してきたばかり。引っ越してきた日に、アチャモは田舎町を探検し、ピカチュウやピッピ、ポチエナと出会う。しかし、「王子様」を求めるアチャモにはとあることが原因でポチエナは「大嫌いな奴」となった。森で迷子になった時に助けてもらったグラエナにひとめぼれし、アチャモのグラエナへのアタックの日々が続く。

## 主な登場キャラクター

### ポケモン
アチャモ♀
主人公。ハルカ一家と共に田舎町に引っ越してきた。はじめはグラエナが好きだったが、後にポチエナを好きになった。いじっぱりな性格。なお、このキャラが主人公になったのは、作者がこのキャラの大ファンだからという理由から。
ポチエナ♂
カナタのポケモン。アチャモに「イナカポチ」「ポチ」と呼ばれ「エナ」を省略されることを嫌がっていたが、カナタもポチと呼んでいる為、愛称らしい。うっかりやな性格。サンドパンと共にポケモンの足型を集めている。だが同じような趣味を持つキモリと同類とは認めていない。
グラエナ♂
カナタのポケモン。ポチエナの兄。アチャモに「グラエナ様」と呼ばれている。とても優しい。
ピカチュウ♂
昔からこの田舎町にいる野生ポケモン。いつもピッピと行動を共にし、アチャモたちの巻き起こす事件に巻き込まれる。のんきな性格。
ピッピ♂
ピカチュウの幼馴染。おくびょうな性格。いつも脇役であったが、16話「ピッピの強い花ちゃも!」では主役を果たした。
キモリ♂
森の木の中に住む野生のポケモン。鳥ポケモンの羽を集めており、アチャモの羽を狙っている。アチャモに「バカキモリ」と呼ばれる。集めた羽は「羽コレクション」として、額縁にきれいに保管してある。ジュプトル、ジュカインの姉がいる。
ちるちる（チルット）♀
野生のポケモン。普段はおっとりした性格で、他の鳥ポケモンから密かな人気を集めている。キモリに恋しており、一度暴走すると止まらない。キモリと両想いになるために、キモリの羽コレクションを燃やしたり、急にシリアスになったりする。彼女の家のしきたりでは、「プロポーズから一年以内に結婚しなければ破局する」らしい。
エネコロロ♀
ポチエナに恋をしているポケモン。はじめは内気であったが、だんだん積極的になる。
サンドパン♂
野生のポケモン。ポチエナと共にポケモンの足型を集めている。ポポッコの彼女がいる。
ラルトス・キルリア・サーナイト 3匹共に♂
バレンタインデーのチョコレートが貰えず、アチャモやポチエナに八つ当たりした。女性的な容姿のポケモンで、ゲームやアニメでは♀として登場する事が多いが、本作では珍しく♂設定である。
その他のゲストキャラとして、『PiPiPi★アドベンチャー』に登場した「タッツーくん」「ダネリーナ」「マリ丸」が登場している。

### 人間
ハルカ
アチャモのパートナー。いろいろな味のポロックを作ったり（しかし下手）、ヒンバスを釣ってミロカロスに進化させたりすることから、『PiPiPi★アドベンチャー』の人間側の主人公のマロンよりはトレーナーらしいといえる。
カナタ
ポチエナ、グラエナのパートナーの男の子。フラワースクールを退学になり、田舎町にもどってきている。外で木の実を集めたり、育てたりするのが好き。